# Armando Picchi Calcio
Armando Picchi Calcio là một câu lạc bộ bóng đá Ý nằm ở Livorno, Tuscany. Màu sắc của đội là toàn màu đỏ sẫm.

## Lịch sử
Armando Picchi Calcio của Livorno được thành lập gần với cái chết của nhà vô địch Leghorn Armando Picchi. Livorno Calcio xuống hạng tại Serie C của Ý năm 1970, Leo và Enzo Picchi (anh trai và em họ của Armando) đã tiếp quản đội bóng địa phương GS Don Bosco Livorno. Hợp tác với Inter Milan, họ đã biến nó thành Tập đoàn thể thao Armando Picchi  như một thực tế bóng đá mới của Livorno.
Cùng với lần đầu tiên, Armando Picchi Calcio có thể tự hào về hệ thống đội trẻ tốt, đã giành được hai chức vô địch Ý ở cấp độ Allievi và Junior, lần lượt vào năm 1973 và 1974. Trước những kết quả này, công ty luôn nhấn mạnh vào lĩnh vực đội trẻ bằng cách hợp tác với Livorno Calcio  và Inter Milan.
Đội đầu tiên chơi bảy mùa ở Eccellenza của Ý, giành chức vô địch năm 2002 và có được sự thăng hạng lịch sử đầu tiên trong chức vô địch Serie D của Ý.
Đội đã tham gia sáu mùa liên tiếp ở Serie D và sau đó thăng hạng lên Serie C2 trong mùa giải 2007-2008. Sự xuống hạng đến Eccellenza và theo sau là xuống hạng đến Promozione, đội nó chơi ở bảng Tuscany.
Những cầu thủ đáng chú ý của Armando Picchi Calcio là anh em Cristiano và Alessandro Lucarelli, Leonardo Pavoletti và Stefano Brondi.

## Danh hiệu

### Giải vô địch khu vực
- Eccellenza
  - Chiến thắng (1): 2002-03

### Giải vô địch trẻ
- Campionato Allievi Nazionali Dilettanti
  - Chiến thắng (1): 1973-74
- Campionato Junior Dilettanti
  - Chiến thắng (1): 1974-75